# Pré-Alpes lombardos
Os Pré-Alpes lombardos   constituem uma parte importante da cadeia dos Alpesn na divisão tradicional da partição dos Alpes adoptada em 1926 pelo  IX Congresso Geográfico Italiano  na Itália, com o fim de normalizar a sua divisão em Alpes Ocidentais os Alpes Centrais  aos quais pertenciam, e dos Alpes Orientais.
Hoje não são considerados uma secção alpina, mas estão incorporados segundo a classificação da  SOIUSA - Subdivisão Orográfica Internacional Unificada do Sistema Alpino como fazendo parte de:
- Pré-Alpes Luganeses dos Alpes Ocidentais-Norte
- Alpes e Pré-Alpes Bergamascos dos Alpes Orientais-Sul
- e do conjunto actual que são os Pré-Alpes de Bréscia e de Garda dos Alpes Orientais-Sul